# Louis Peyré
Pour les articles homonymes, voir Peyre.
 (avril 2015).
Louis Peyré (Campagnan, 6 mars 1923 - Sète, 1er février 2012) est un peintre figuratif proche du mouvement de la Nouvelle École de Paris des années cinquante.

## Biographie
Il naît en 1923 à Campagnan, village de l'Hérault près de Montpellier et de Sète. Dès l’âge de neuf ans son éducation se fait à Ardouane, dans la vallée de l’Orb, chez les pères Lazaristes. À dix-huit ans il entre au noviciat de Prime Combe.
Durant la guerre, après s’être enfui des Chantiers de jeunesse, il rejoint l'Armée française de la Libération et participe à la campagne d'Alsace. C’est ensuite qu’il décide de rompre avec sa vocation religieuse. Sa passion pour la peinture devient alors son choix de vie.
De 1945 à 1947, sa formation artistique se fait aux Beaux-Arts de Montpellier. Il a pour professeurs les peintres Camille Descossy, Georges Dezeuze et Jean Aristide Rudel. Il apprend aussi l’art de la céramique à l’École de Fontcarrade et l’enseigne ainsi que le dessin d’art à Castelnaudary. Les peintres qui l’intéressent alors sont Pierre Tal-Coat, Maurice Estève, Albert Gleizes, André Blondel et surtout Francis Gruber.
Après son mariage en 1950 avec Louise Bonfils, veuve du peintre André Blondel, il s’installe à Paris. Il y suit les cours de la ville de Paris (école Montparnasse et école de la place des Vosges) en dessin, peinture, gravure et sculpture. Il étudie aussi « le modèle vivant » à l’Académie de la Grande Chaumière, sous la direction du peintre Yves Brayer.
Il découvre dans les musées parisiens la peinture espagnole et hollandaise du XVIIe siècle ainsi que les peintres Constable, Courbet, Cézanne, Bazille et Bonnard. Sa technique est plus maitrisée et il l’utilise pour des compositions non conventionnelles. Les êtres, les objets, les paysages ne sont pas décoratifs. C’est un art intimiste, mesuré, dépouillé de recherches esthétiques : il frappe pourtant au cœur du sujet. Les scènes, empreintes de sensibilité, sont vivantes, grâce à un dessin ferme et une touche picturale vigoureuse très terrienne.
Les tons assourdis des années 1960 à 80 cèdent la place petit à petit à des teintes plus éclatantes et lumineuses. Le rai de lumière qui traverse ses tableaux agrandit l’espace et nous fait voir l’essence du sujet.
Au cours de sa longue vie, centrée sur sa femme et ses enfants, il peint et dessine quotidiennement, à Paris ou dans le sud. Il meurt en 2012 à Sète où il était installé depuis plusieurs années.
Il laisse une œuvre importante et variée. Sans signe religieux, elle exprime la spiritualité du quotidien et sa beauté.